# La violetera (película)
La violetera es una película musical italo-española de 1958 dirigida por Luis César Amadori y protagonizada por Sara Montiel, que volvía a España en 1957 tras haber alcanzado el éxito en Hollywood, Estados Unidos. Fue uno de los mayores éxitos de taquilla en España, donde se mantuvo durante un año en cartelera, e Hispanoamérica. Ha sido tal la identificación de esta película con su actriz principal que durante los funerales de Saritísima fueron proyectadas algunas escenas memorables del filme en las pantallas exteriores del cine Callao de la madrileña plaza homónima.
La historia tiene su origen en el cuplé de José Padilla «La Violetera» de 1914.

## Sinopsis
Soledad es una joven que vende violetas por las calles del Madrid de 1899. También es una cantante con una bonita voz y actúa a menudo en un café-concierto llamado Salón Bolero, pero no le saca verdadero partido a su don. En Nochevieja conoce a Fernando, un joven e influyente aristócrata, en la entrada del Teatro Apolo, y ambos se enamoran de inmediato. Sin embargo, Fernando se encuentra bajo la presión constante de su hermano mayor, el duque don Alfonso, que le recuerda sus deberes, incluyendo su compromiso con la condesa doña Magdalena.
Aunque su relación es imposible debido a la diferencia social, Fernando se opone a las normas de la época y causa un escándalo en la alta sociedad madrileña al llevar a Soledad a vivir en un lujoso apartamento y anunciar su compromiso con ella. Alfonso muere en un duelo tratando de defender el honor de Fernando y, ahora convertido en duque y sintiéndose culpable de la muerte de su hermano, Fernando decide respetar sus deseos y rompe con Soledad. Pero solo unas pocas horas después se da cuenta de que no puede vivir sin ella, y va a buscarla al apartamento que ella acaba de dejar para irse a París con Henri Garnal, un importante empresario teatral francés que ha quedado impresionado con su voz después de oírla cantar.
En París, Soledad se convierte en una famosa cantante. Fernando se casa con Magdalena y abandona España al ser nombrado embajador en Brasil, mientras Soledad da conciertos por los mejores teatros de toda Europa, acompañada de Garnal. En su debut en Madrid, Soledad y Fernando se reencuentran. Él trata de explicarle todo lo ocurrido, le declara su amor y le pide que se vaya con él. Ella también confiesa que le ama, pero finalmente le rechaza. Soledad y Garnal se embarcan en el RMS Titanic rumbo a Estados Unidos para su debut en Broadway, pero el barco naufraga y Garnal muere. Soledad logra sobrevivir, pero queda gravemente enferma. Después de una larga recuperación y habiendo perdido la voz, sola y triste, no consigue encontrar trabajo en París y se queda sin dinero.
Diez años después, Fernando, ahora viudo, regresa a Madrid después de ser nombrado ministro del gobierno. En el Salón Bolero se reencuentra con Soledad, que está tratando de hacer una modesta reaparición cantando en sincronía sobre una de sus antiguas grabaciones de La violetera, mientras la orquesta finge tocar. Ella se queda sorprendida al volver a verle y desafina pero, reuniendo todo su valor y haciendo un gran esfuerzo, consigue cantar la canción afinando perfectamente cuando la orquesta empieza a tocar de verdad. Mientras el público celebra la llegada del año nuevo, Soledad y Fernando se unen en un fuerte abrazo y se besan, pudiendo por fin estar juntos sin que nada ni nadie les pueda separar.

## Reparto
- Sara Montiel es Soledad Moreno.
- Raf Vallone es Fernando.
- Frank Villareal es Henri Garnal.
- Tomás Blanco es Alfonso.
- Pastor Serrador es Carlos.
- Robert Pizani es Maestro.
- Ana Mariscal es la condesa Magdalena.

## Música
Al tratarse de una película musical las canciones fueron parte importante del filme. Las escenas cantadas fueron rodadas en play-back y realizadas con arreglos musicales de los maestros Juan Quintero Muñoz y García Segura.

### Canciones
1. El Polichinela
2. Rosa de Madrid
3. Mimosa
4. Mala entraña
5. Bajo los puentes de París
6. Es mi hombre
7. Frou Frou
8. La Violetera
9. Agua que no has de beber
10. Cuore Ingrato (Catarí)  (Versión Fancesa)
11. Tus ojitos negros
12. Flor de té
13. La Violetera (Bis)

## Premios
| Año  | Lugar                                               | País   | Categoría              | Nominado/a      | Resultado |
| ---- | --------------------------------------------------- | ------ | ---------------------- | --------------- | --------- |
| 1958 | Sindicato Nacional del Espectáculo                  | España | Mejor actriz principal | Sara Montiel    | Ganadora  |
| 1959 | Medallas del Círculo de Escritores Cinematográficos | España | Mejor película         | La violetera    | 2.º lugar |
| 1959 | Medallas del Círculo de Escritores Cinematográficos | España | Mejor actriz principal | Sara Montiel    | Ganadora  |
| 1959 | Medallas del Círculo de Escritores Cinematográficos | España | Mejores decorados      | Enrique Alarcón | Ganador   |